# Phlogacanthus celebicus
Phlogacanthus celebicus är en akantusväxtart som beskrevs av Cornelis Andries Backer och Cornelis Eliza Bertus Bremekamp. Phlogacanthus celebicus ingår i släktet Phlogacanthus och familjen akantusväxter. Inga underarter finns listade i Catalogue of Life.